# Boto
Inia geoffrensis
Pour les articles homonymes, voir Boto (Burkina Faso) et Butu.
Espèce
Synonymes
- Delphinus geoffrensis

Statut de conservation UICN

EN : En danger
Statut CITES
Le boto, également appelé boutou, butu, dauphin rose de l'Amazone ou encore Inie de Geoffroy (Inia geoffrensis), est une espèce de mammifère de l'ordre des odontocètes. C'est un dauphin vivant exclusivement en rivière, donc un dauphin d'eau douce. C'est la seule espèce du genre Inia jusqu'à la découverte de l'espèce Inia araguaiaensis publiée en janvier 2014.
Il ne faut pas le confondre avec le Tucuxi (Sotalie de l'Amazone), une espèce marine qui s'aventure aussi en eau douce.
Au Miocène, l'Amazonie a été couverte d'eau de mer par intermittence. Les dauphins d'eau douce descendent d'ancêtres ayant peuplé l'Océan au Miocène et qui ont pénétré en Amazonie. Ils ont ensuite évolué pour s'adapter à l'eau douce lorsque la mer s'est retirée.
Les dauphins de rivière semblent rose-orange dans le bassin amazonien, où la vase et la végétation décomposée donnent une couleur de thé au milieu aquatique. Une fois hors de l'eau, les dauphins apparaissent gris pâle, certains avec des marques roses.

## Description

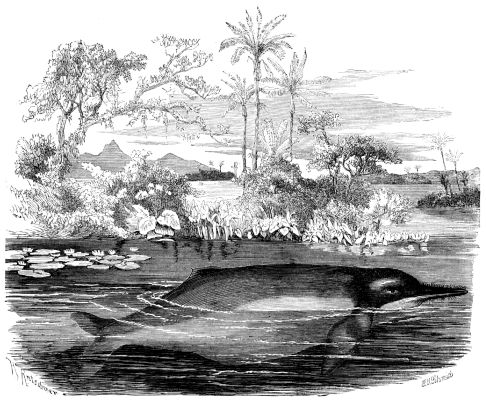
Boto (dessin de 1883).

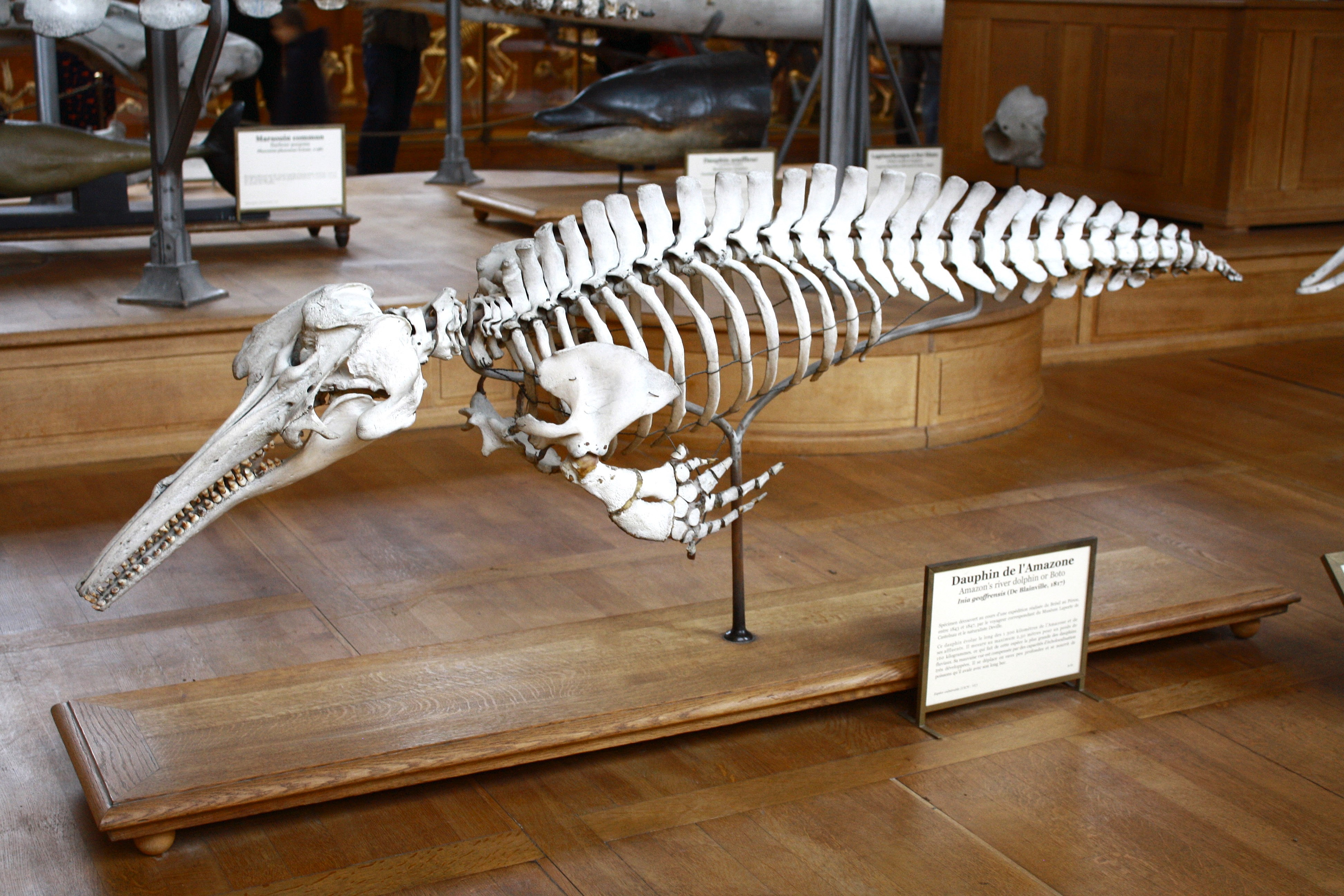
Squelette d'un boto à la galerie de Paléontologie et d'Anatomie comparée (Paris).

Le boto mesure environ 2,55 mètres (2,70 m max) pour un poids allant jusqu'à 185 kg.
Son corps est généralement gris et peut devenir rose sur l'abdomen. Son museau, en forme de bec, est couvert de vibrisses. À la différence de celles des dauphins marins, ses vertèbres cervicales ne sont pas soudées, ce qui le rend très mobile ; il peut ainsi pivoter à 90° : idéal pour se faufiler entre les arbres. Il a les dents différenciées ce qui lui permet de mâcher, et de manger certains gros poissons. Il a de larges nageoires, une dorsale réduite (plus grande elle le gênerait) et de petits yeux. La bosse entre ses yeux s'appelle le « melon ». L'écholocalisation lui permet de repérer ses proies avec précision dans l'eau boueuse.
En 1817, Blainville observe cette espèce qu'il décrit et nomme Delphinus geoffrensis.
Certaines classifications le placent dans la famille des platanistidés mais ceci est très controversé[réf. nécessaire].
Il apparaît sur les billets de deux bolivars fort.

## Alimentation
Le régime alimentaire du boto est le plus diversifié du sous-ordre odontocète, celui-ci est composé d'au moins 43 espèces de poissons différentes regroupées en 19 familles. La taille des barrages varie entre 5 et 80 cm, avec une moyenne de 20 cm. Les poissons les plus consommés appartiennent aux familles Sciaenidae (corvinas), Cichlidae et Characidae (tétras et piranhas) ; mais ces derniers peuvent aussi accéder aux proies à carapaces telles que les tortues de rivière (Podocnemis sextuberculata) et les crabes (Poppiana argentiniana). Leur régime alimentaire est plus diversifié pendant la saison des pluies, lorsque les poissons sont dispersés dans des chenaux fluviaux et deviennent plus difficiles à capturer.
Habituellement, ils se nourrissent seuls et sont aussi bien actifs le jour que la nuit. Toutefois, ces derniers chassent principalement entre 6 h et 9 h du matin et entre 15 et 16 h de l'après-midi et consomment environ 5,5 % de leur poids corporel par jour. Ils se situent souvent près de chutes d'eau et à l'embouchure des rivières, moment auquel les bancs de poissons se désintègrent, ce qui facilite leur capture. Les perturbations apportées par les bateaux leur permettent également d'attraper plus facilement leurs proies désorientées.
Selon une étude de plusieurs ONG de défense de l'environnement parue en 2019, les dauphins rose d'Amazonie présentent des niveaux jugés inquiétants de contamination au mercure, notamment en raison de l'orpaillage illégal. Le mercure se répand dans l'eau à cause de la déforestation, des incendies de forêt et entre dans la chaîne alimentaire des dauphins et des poissons.

## Habitat
Il vit exclusivement en eaux douces. Son habitat s'étend du bassin de l'Orénoque à celui de l'Amazone.

## Comportement
Il vit généralement en couple, mais peut également vivre seul ou dans un groupe comptant jusqu'à six individus. La gestation dure environ onze mois. La mère allaite son petit pendant plus d'un an. Les femelles ont un jeune à la fois et les naissances sont espacées de deux à trois ans. Longévité max : 36 ans.
Les botos ne sont pas très craintifs, il arrive même que certains viennent manger de la nourriture proposée par des touristes dans leur main. Cela est observé dans un reportage des Nouveaux explorateurs au Brésil. Cependant, si le boto se sent menacé il peut se défendre en donnant un coup de tête, pouvant gravement blesser un être humain.
Un étude de 2025 décrit un autre comportement surprenant des dauphins mâles qui urinent hors de l'eau. Il pourrait s'agir d'un moyen de communication chimique avec leurs congénères.

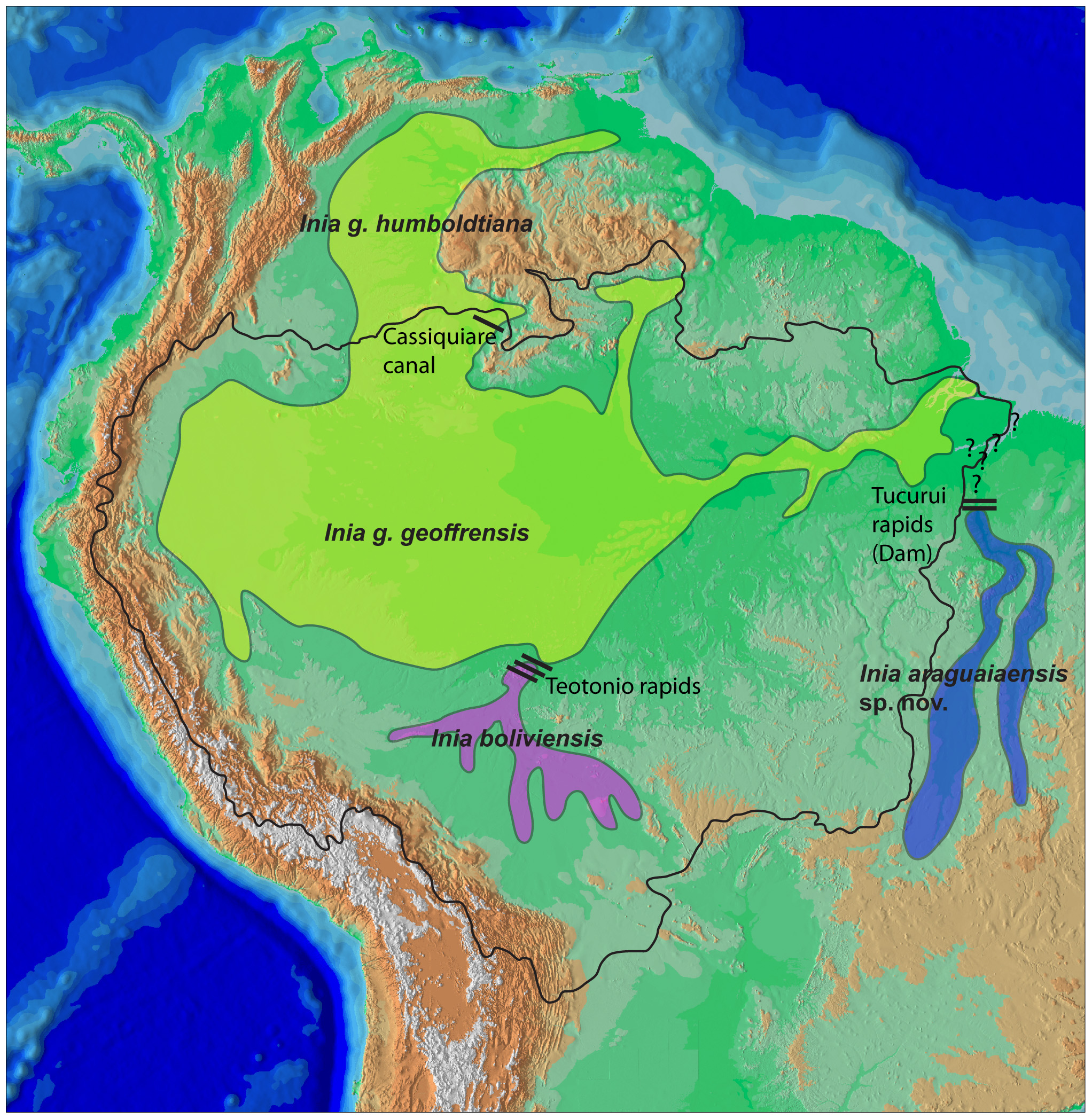
Aire de répartition du genre Inia.

## Répartition
Le boto vit dans les bassins de l'Amazone et de l'Orénoque, depuis leur estuaire au Brésil et au Venezuela, jusqu'au Pérou, en Équateur (dans la réserve de Cuyabeno), en Bolivie et en Colombie.

## Population
Sa population est estimée à au moins 100 000 individus.

## Sous-espèces

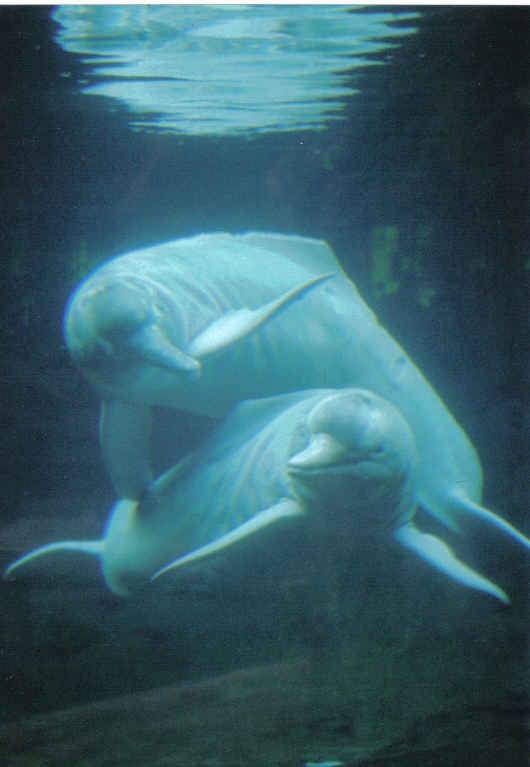
Boto au zoo de Duisbourg, en 2006 (en bas : Apure).

Trois sous-espèces ont été décrites :
- Inia geoffrensis boliviensis (d'Orbigny, 1834).

Sous-espèce cantonnée au bassin du rio Madeira, en Bolivie. Cette population est isolée de la sous-espèce geoffrensis par 400 km de rapides. Elle est très chassée pour sa viande.
- Inia geoffrensis geoffrensis (Blainville, 1817).
- Inia geoffrensis humboldtiana (Pilleri et Gihr, 1978).

Sous-espèce cantonnée au bassin de l'Orénoque.

## Rapports avec l'homme

### Captivité
Le boto a été gardé en zoo ou delphinarium jusqu'à 16 ans[précision nécessaire]. Des cas de reproduction en captivité ont également été enregistrés. Un spécimen unique est visible en Europe, dans le pavillon tropical du zoo de Duisbourg, en Allemagne.

### Légendes
Les indiens d'Amazonie croient que le boto se transforme en femme pour charmer les hommes et les attirer dans le fleuve et qu'il se transforme en jeune homme pour séduire les femmes restées à la maison, entre autres mythes. Il est considéré parfois comme un gardien des eaux, capable de guider les guérisseurs chamaniques vers des mondes inaccessibles.